# 金尊楷
金 尊楷（きん そんかい、嘉靖45年（1566年） - 承応3年8月3日（1654年9月13日））は、上野焼および高田焼の基礎を築いたとされる朝鮮陶工の1人である。
文禄の役の際、朝鮮の泗川十時地方（現在の泗川市）から加藤清正に従って日本に来る。唐津に落ち着いた後、本国に帰って高麗青磁の技法を会得して再び来日。
1602年、茶道に造詣が深く利休七哲の1人としても名高い豊前小倉藩主細川忠興（三斎）に招かれ、豊前国田川郡上野に窯を開き、名を上野喜蔵高国（あがのきぞうたかくに）と改めた。以後30年余の間、この地で忠興好みの格調高い作品作りに携わったが、忠興・忠利父子の肥後転封に従い、長男の忠兵衛・三男の藤四郎とともに肥後国八代郡高田（こうだ）に移って高田焼を創始した。上野焼は、二男の十時孫左衛門と娘婿の渡久左衛門が継承した。
尊楷は、慕っていた忠興が亡くなると即座に仏門に入って宗清（そうせい）と名乗り、承応3年（1654年）、89歳で死去した。